# 朱祁鐄
宁乡庄宪王朱祁鐄（1430年—1471年），母王妃靖氏，襄憲王朱瞻墡嫡二子，襄定王朱祁鏞同母弟，明仁宗嫡孫。

## 生平
1430年，朱祁鐄出生，正統五年（1440年）四月，明英宗为他赐名祁鐄。正統八年（1443年）正月，朝廷命令恭順侯吳克忠与戶部右侍郎王質為正副使前往長沙府，持節冊封朱祁鐄为宁乡王。同年九月，其父朱瞻墡要求朝廷每年赐给朱祁鐄禄米，得到朝廷同意。正统十年（1445年），其父朱瞻墡乞求朝廷批准湖廣三司工匠为他建造王府宫殿，明英宗虽然同意，却只允许襄王府动员府内軍校相担任工匠。正統十一年（1446年）十一月，明英宗派遣永康侯徐安等人為正使，給事中翟敬等人為副使，持節冊封東城兵馬副指揮李富女為寧鄉王祁鐄之妃。不过，王妃李氏患有痼疾，因此其父朱瞻墡向朝廷请求为他择配官宦及良家之女，以育子嗣，得到了朝廷的同意。
成化七年（1471年）三月，朱祁鐄逝世，时年42岁，明宪宗為此輟朝一日，按例賜祭葬，並賜謚號庄宪。其父朱瞻墡因王妃李氏陵寝遭遇水淹，要求重筑其陵寝，明宪宗同意了。因朱祁鐄并无子嗣，封爵被廢除。最终，朱祁鐄被安葬于襄阳城西的云岫山上（今襄阳市襄城区卧龙镇雲岫村）。